# シベリア航空宇宙大学
シベリア航空宇宙大学 (シベリアこうくううちゅうだいがく、Сибирский государственный аэрокосмический университет) は、ロシアの大学。

## 沿革
ソビエト連邦時代の1960年に設立された。宇宙産業、航空、経済、金融、マーケティング、および管理のための専門家を養成している。